# Iris versicolor
Az Iris versicolor az egyszikűek (Liliopsida) osztályának spárgavirágúak (Asparagales) rendjébe, ezen belül a nősziromfélék (Iridaceae) családjába tartozó faj.

## Előfordulása
Az Iris versicolor előfordulási területe Észak-Amerikában van; magába foglalja az Amerikai Egyesült Államok északkeleti részét és Kanada keleti felét, beleértve az arktiszi szigeteket is. A következő tartományokban és államokban őshonos: Connecticut, Maine, Manitoba, Maryland, Massachusetts, Michigan, Minnesota, New Hampshire, New Jersey, New York, Nunavut, Ohio, Ontario, Pennsylvania, Prince Edward-sziget, Québec, Rhode Island, Új-Brunswick, Új-Fundland és Labrador, Új-Skócia, Vermont, Virginia és Wisconsin.
Az ember betelepítette az Egyesült Királyságba és a Himalája nyugati részére.

## Megjelenése
Évelő, lágy szárú növény amely 10-80 centiméter magasra nő meg. Az egyenes szárából nőnek ki a több mint 1 centiméter széles levelei. A virágjának 6 szirma van; a szirom alapszíne kék, lila vagy kékeslila, de a tövénél sárgás folttal; májustól júliusig virágzik. A termése háromrekeszű tok. A kúszó gyöktörzsének köszönhetően, kiválóan terjed és sűrűn nő.

## Képek

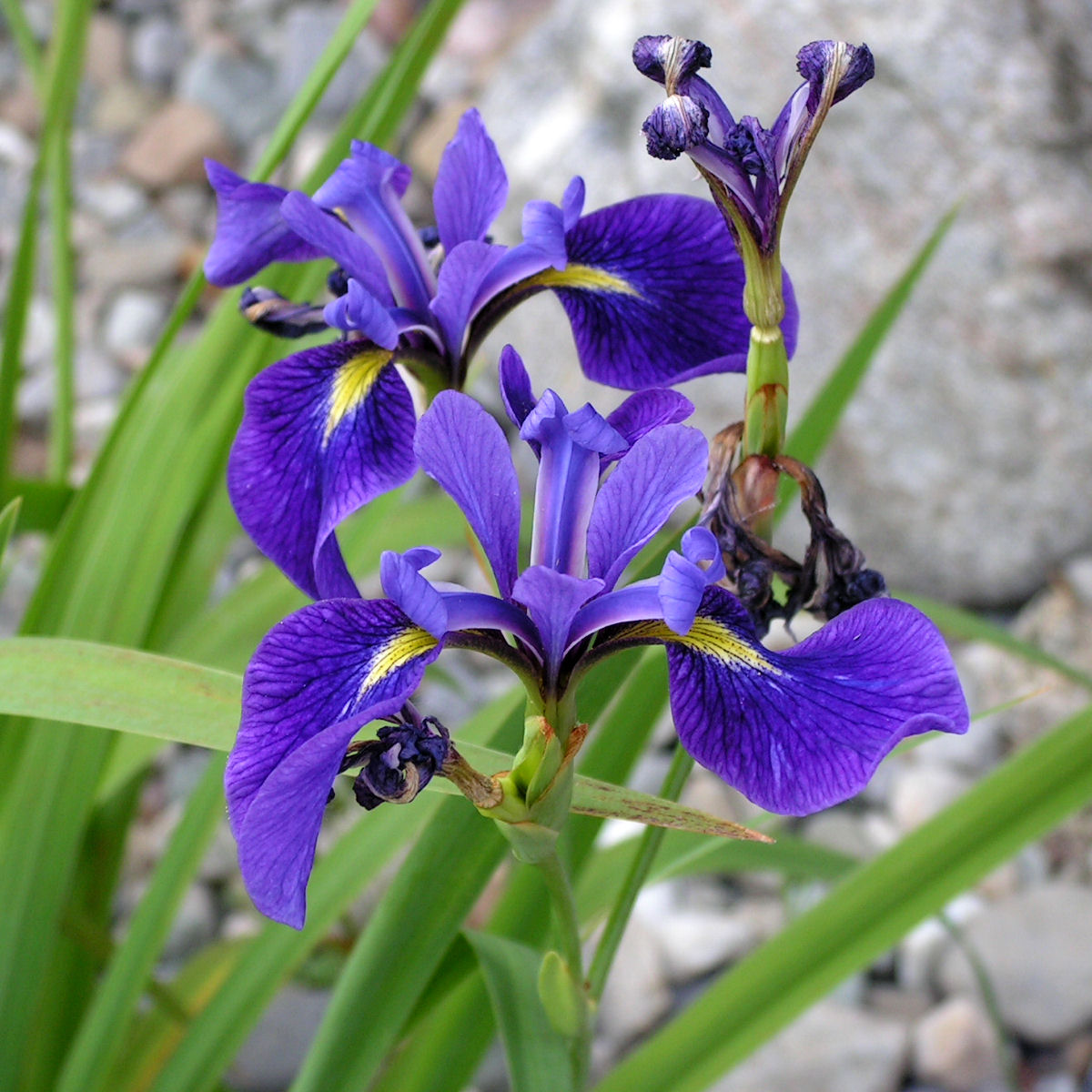
Virágai
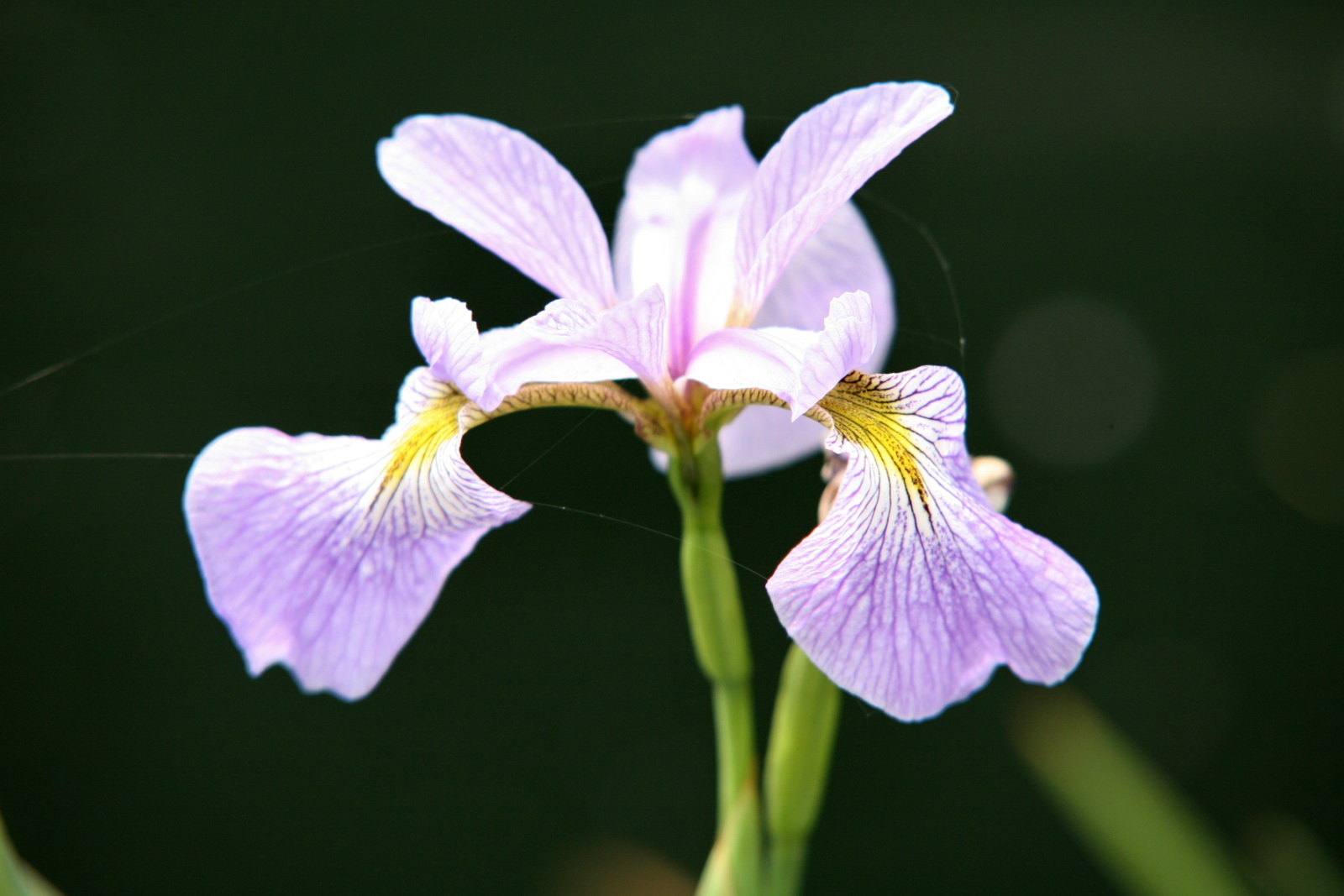
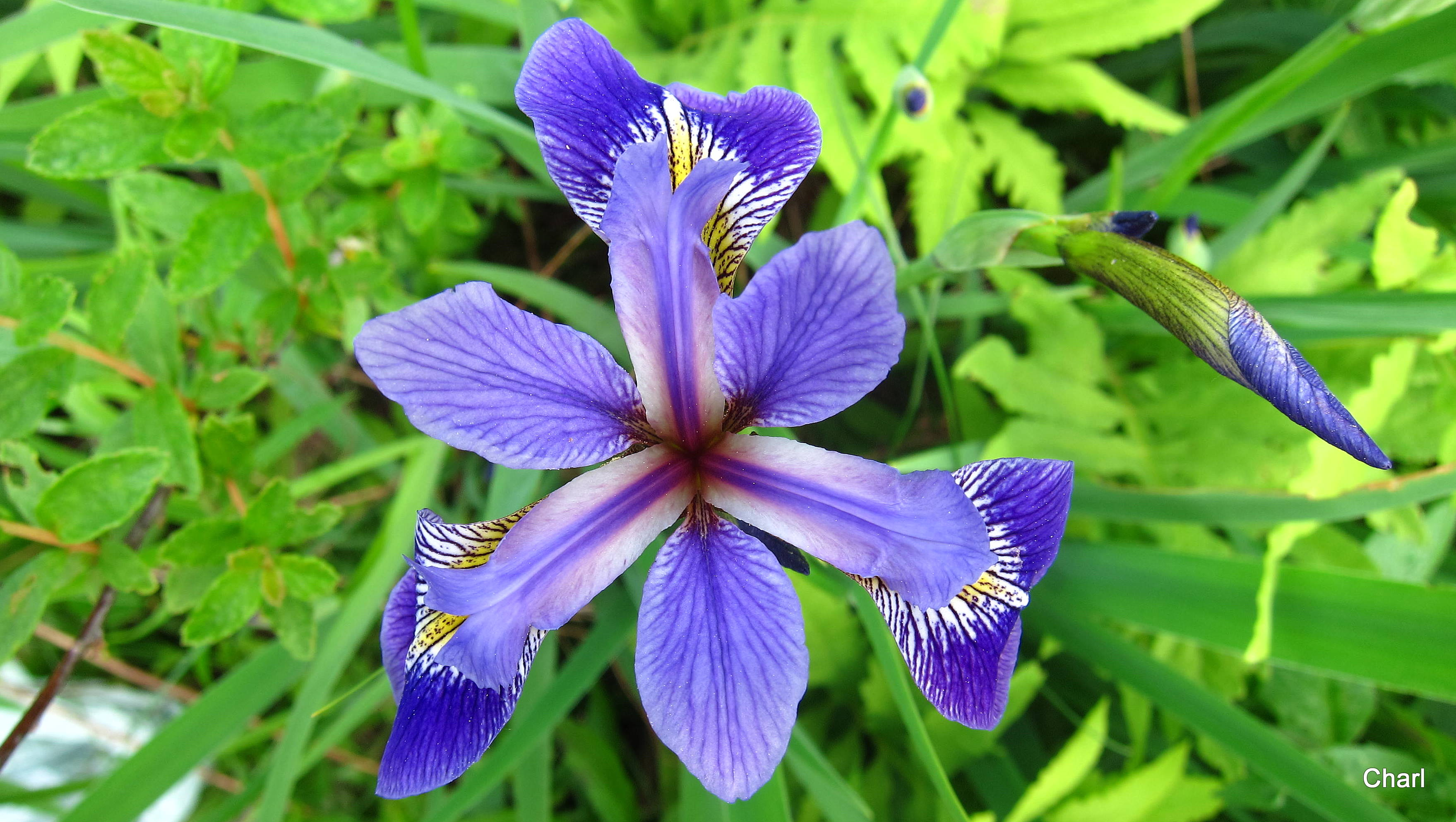
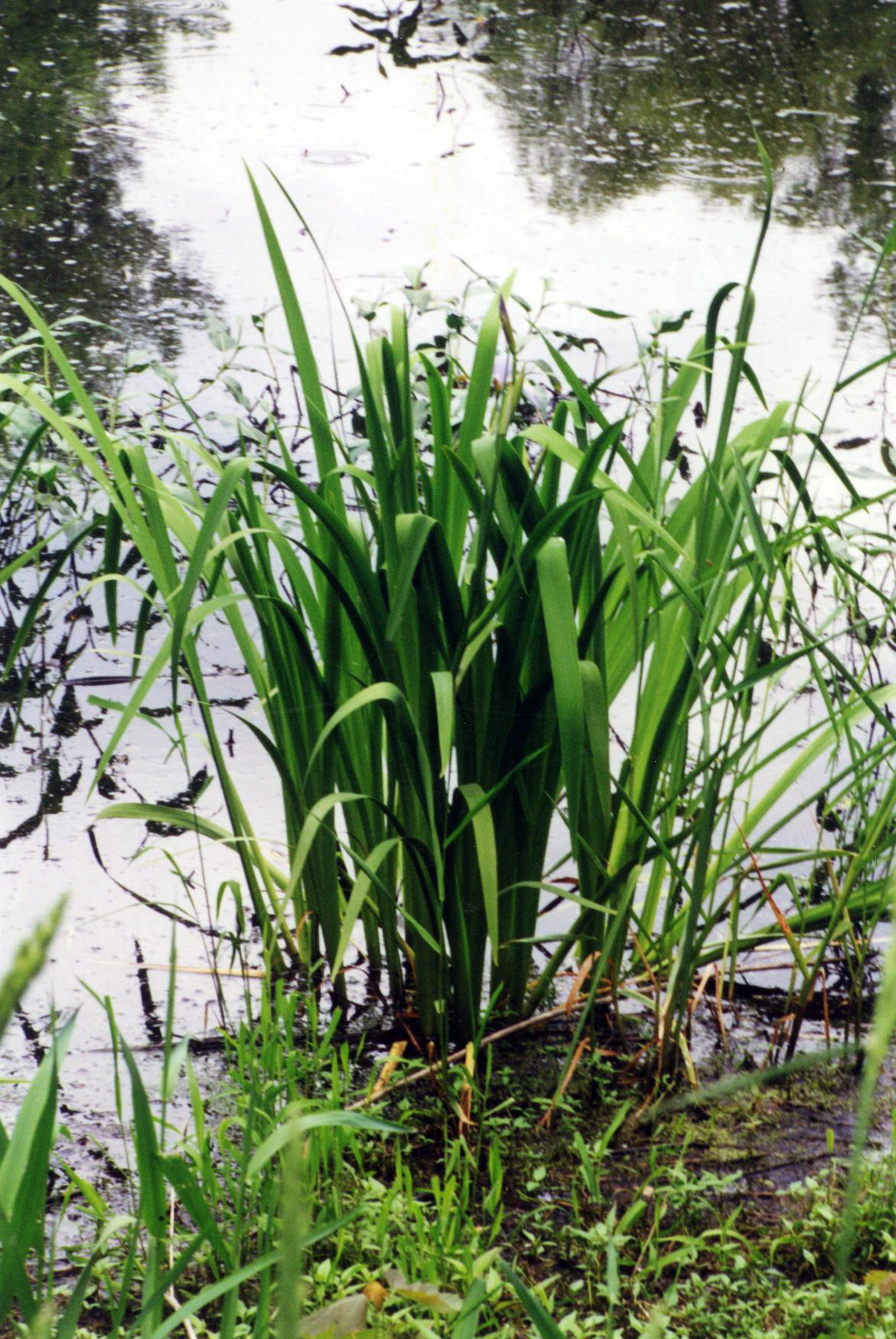
Levelei
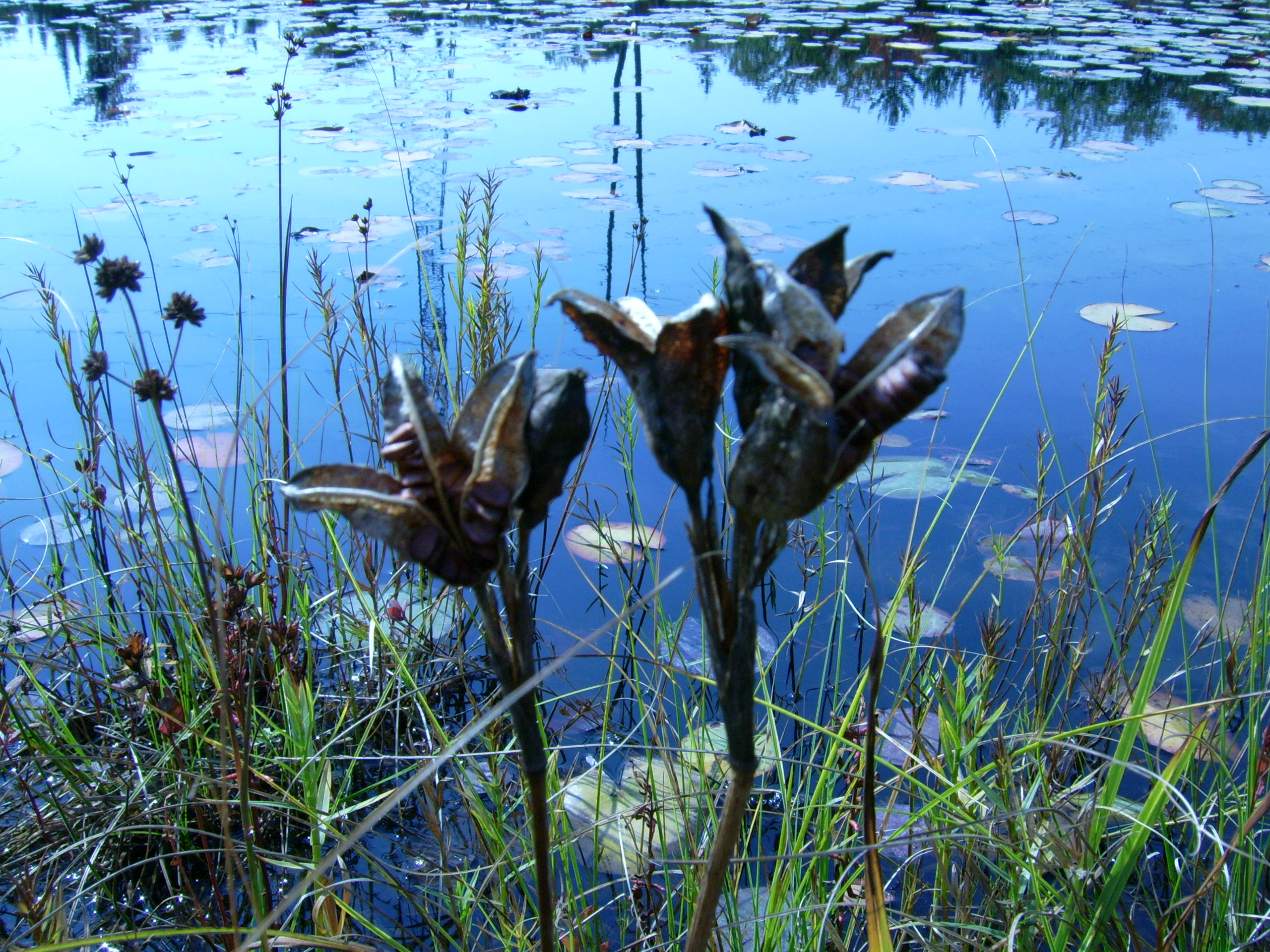
Termései